# クラレンス・ツェナー
クラレンス・メルヴィン・ツェナー（Clarence Melvin Zener、1905年12月1日 - 1993年7月2日）は、絶縁破壊と呼ばれる特定の条件で絶縁状態が失われる電気絶縁体の特性について研究を行ったアメリカ合衆国の物理学者。研究成果は、後にベル研究所によってツェナーの名を冠したツェナーダイオードの開発に結びついた。ツェナーは、数学を駆使する理論物理学者として超伝導、金属工学、強磁性体、弾性体、破壊力学、拡散そして幾何学的計画法の広範囲にわたる研究を行った。
インディアナ州の州都インディアナポリスに生まれたツェナーは、1929年にハーバード大学の物理学者エドウィン・ケンブルの下、「量子力学における二原子分子の特殊な形成」の論文で物理学の博士号を得た。ツェナーから教えを受けた博士号を有する著名な学生に、ジョン・グッドイナフとアーサー・S・ノウィックがいる。
ツェナーは、1957年に流動学に関する仕事で米国レオロジー学会ビンガム・メダルを受賞し、1959年にはフランクリン研究所からジョン・プライス・ウェザリル・メダルが授与された。1982年にはフォン・ヒッペル賞受賞、1985年にはツェナー効果の発見と、金属の擬弾性の革新的研究、熱弾性減衰の予測と観察によってICIFUAS賞授与された。ICIFUAS賞は1993年からツェナーの功績を讃えてツェナー賞に改称された。

## 経歴
ツェナーは多くの職歴を持つ。1932年から1934年までのブリストル大学の研究員に始まり、教員として 1935-1937年にセントルイス・ワシントン大学、1937-1940年 ニューヨーク市立大学、1940-1942年 ワシントン州立大学に勤め、第二次世界大戦中はボストン近郊のウォータータウン・アーセナル陸軍基地に従事した。戦後は、1945-1951年 物理学の教授としてシカゴ大学で教え、その後 1951年にはピッツバーグのウェスティングハウス・エレクトリックでサイエンスディレクターに任命され1965年まで在籍した。ここでは、数学関数によって定義された調整可能なパラメータを使用して工学的問題を解決するための手法として応用数学の数理最適化の一種である幾何学的計画法を確立した。これを用いて、ツェナーは海洋温度差発電の実現に向け、熱交換器のための計画をモデル化して、それらの配置に最も適当な地域を導きだした。これらのモデルの多くが今日でも使用されている。ツェナーは、ウエスティングハウスを去った後、1966-1968年 テキサスA&M大学の教授、そして再びピッツバーグに戻り、1968-1993年 カーネギーメロン大学で最後を迎えた。